# Temporada 2007 de la WNBA
La Temporada 2007 de la WNBA fue la undécima en la historia de la Women's National Basketball Association. En el mes de enero se producía el anuncio de la desaparición de las Charlotte Sting, dejando de nuevo la competición en 13 equipos. La temporada acabó con el primer título para las Phoenix Mercury, que derrotaron en las finales a las vigentes campeonas, las Detroit Shock.

## Clasificaciones

### Conferencia Este
| Conferencia Este     | G  | P  | PCT  | PD   | Casa | Fuera | Conf. |
| -------------------- | -- | -- | ---- | ---- | ---- | ----- | ----- |
| Detroit Shock x      | 24 | 10 | .706 | –    | 12–5 | 12–5  | 14–6  |
| Indiana Fever x      | 21 | 13 | .618 | 3.0  | 12–5 | 9–8   | 12–8  |
| Connecticut Sun x    | 18 | 16 | .529 | 6.0  | 8–9  | 10–7  | 10–10 |
| New York Liberty x   | 16 | 18 | .471 | 8.0  | 10–7 | 6–11  | 10–10 |
| Washington Mystics o | 16 | 18 | .471 | 8.0  | 8–9  | 8–9   | 8–12  |
| Chicago Sky o        | 14 | 20 | .412 | 10.0 | 6–11 | 8–9   | 6–14  |

### Conferencia Oeste
| Conferencia Oeste          | G  | P  | PCT  | PD   | Casa | Fuera | Conf. |
| -------------------------- | -- | -- | ---- | ---- | ---- | ----- | ----- |
| Phoenix Mercury x          | 23 | 11 | .676 | –    | 12–5 | 11–6  | 17–5  |
| San Antonio Silver Stars x | 20 | 14 | .588 | 3.0  | 9–8  | 11–6  | 13–9  |
| Sacramento Monarchs x      | 19 | 15 | .559 | 4.0  | 12–5 | 7–10  | 12–10 |
| Seattle Storm x            | 17 | 17 | .500 | 6.0  | 12–5 | 5–12  | 11–11 |
| Houston Comets o           | 13 | 21 | .382 | 10.0 | 7–10 | 6–11  | 10–12 |
| Minnesota Lynx o           | 10 | 24 | .294 | 13.0 | 7–10 | 3–14  | 8–14  |
| Los Angeles Sparks o       | 10 | 24 | .294 | 13.0 | 5–12 | 5–12  | 6–16  |

## Galardones
| Galardón                                      | Ganadora         | Equipo                   |
| --------------------------------------------- | ---------------- | ------------------------ |
| MVP de las Finales de la WNBA                 | Cappie Pondexter | Phoenix Mercury          |
| MVP de la Temporada de la WNBA                | Lauren Jackson   | Seattle Storm            |
| Mejor Defensora de la WNBA                    | Lauren Jackson   | Seattle Storm            |
| Jugadora Más Mejorada de la WNBA              | Janel McCarville | New York Liberty         |
| Peak Performers de la WNBA (puntos)           | Lauren Jackson   | Seattle Storm            |
| Peak Performers de la WNBA (rebotes)          | Lauren Jackson   | Seattle Storm            |
| Peak Performers de la WNBA (asistencias)      | Becky Hammon     | San Antonio Silver Stars |
| Mejor Sexta Mujer de la WNBA                  | Plenette Pierson | Detroit Shock            |
| Rookie del Año de la WNBA                     | Armintie Price   | Chicago Sky              |
| Premio a la Jugadora Más Deportiva de la WNBA | Tully Bevilaqua  | Indiana Fever            |
| Entrenador del Año de la WNBA                 | Dan Hughes       | San Antonio Silver Stars |

## Playoffs
|  | 1ª ronda Mejor de 3 | 1ª ronda Mejor de 3 | 1ª ronda Mejor de 3 |             |    | Finales de Conferencia Mejor de 3 | Finales de Conferencia Mejor de 3 | Finales de Conferencia Mejor de 3 |  |    | Finales de la WNBA Mejor de 5 | Finales de la WNBA Mejor de 5 | Finales de la WNBA Mejor de 5 |  |
|  |                     |                     |                     |             |    |                                   |                                   |                                   |  |    |                               |                               |                               |  |
|  |                     |                     |                     |             |    |                                   |                                   |                                   |  |    |                               |                               |                               |  |
|  | E1                  | Detroit             | 2                   |             |    |                                   |                                   |                                   |  |    |                               |                               |                               |  |
|  | E1                  | Detroit             | 2                   |             |    |                                   |                                   |                                   |  |    |                               |                               |                               |  |
|  | E4                  | New York            | 1                   |             |    |                                   |                                   |                                   |  |    |                               |                               |                               |  |
|  | E4                  | New York            | 1                   |             | E1 | Detroit                           | 2                                 |                                   |  |    |                               |                               |                               |  |
|  | Conferencia Este    |                     |                     |             | E1 | Detroit                           | 2                                 |                                   |  |    |                               |                               |                               |  |
|  |                     |                     | E2                  | Indiana     | 1  |                                   |                                   |                                   |  |    |                               |                               |                               |  |
|  | E2                  | Indiana             | E2                  | Indiana     | 1  | 2                                 |                                   |                                   |  |    |                               |                               |                               |  |
|  | E2                  | Indiana             |                     |             |    |                                   |                                   |                                   |  |    |                               |                               |                               |  |
|  | E3                  | Connecticut         | 1                   |             |    |                                   |                                   |                                   |  |    |                               |                               |                               |  |
|  | E3                  | Connecticut         | 1                   |             |    |                                   |                                   |                                   |  | E1 | Detroit                       | 2                             |                               |  |
|  |                     |                     |                     |             |    |                                   |                                   |                                   |  | E1 | Detroit                       | 2                             |                               |  |
|  |                     |                     | W1                  | Phoenix     | 3  |                                   |                                   |                                   |  |    |                               |                               |                               |  |
|  | W1                  | Phoenix             | W1                  | Phoenix     | 3  | 2                                 |                                   |                                   |  |    |                               |                               |                               |  |
|  | W1                  | Phoenix             |                     |             |    |                                   |                                   |                                   |  |    |                               |                               |                               |  |
|  | W4                  | Seattle             | 0                   |             |    |                                   |                                   |                                   |  |    |                               |                               |                               |  |
|  | W4                  | Seattle             | 0                   |             | W1 | Phoenix                           | 2                                 |                                   |  |    |                               |                               |                               |  |
|  | Conferencia Oeste   |                     |                     |             | W1 | Phoenix                           | 2                                 |                                   |  |    |                               |                               |                               |  |
|  |                     |                     | W2                  | San Antonio | 0  |                                   |                                   |                                   |  |    |                               |                               |                               |  |
|  | W2                  | San Antonio         | W2                  | San Antonio | 0  | 2                                 |                                   |                                   |  |    |                               |                               |                               |  |
|  | W2                  | San Antonio         |                     |             |    |                                   |                                   |                                   |  |    |                               |                               |                               |  |
|  | W3                  | Sacramento          | 1                   |             |    |                                   |                                   |                                   |  |    |                               |                               |                               |  |
|  | W3                  | Sacramento          | 1                   |             |    |                                   |                                   |                                   |  |    |                               |                               |                               |  |
|  |                     |                     |                     |             |    |                                   |                                   |                                   |  |    |                               |                               |                               |  |